# Armatimonadota
Phylum
Synonymes
- Armatimonadota Whitman et al. 2018
- Armatimonadaeota Oren et al. 2015
- Armatimonadetes Tamaki 2011

Les Armatimonadota sont un phylum du règne des Bacillati au sein du domaine Bacteria. Son nom provient de Armatimonas qui est le genre type de ce phylum.

## Taxonomie
Ce phylum est proposé dès 2011 par H. Tamaki et al. sous le nom de « Armatimonadetes ». Ce n'est qu'en 2021 qu'il est publié de manière valide par Oren et Garrity après un renommage conforme au code de nomenclature bactérienne (le nom du phylum devant être dérivé de celui de son genre type, en l'occurrence Armatimonas, par adjonction du suffixe -ota conformément à une décision de l'ICSP en 2021).

## Liste de classes
Selon la LPSN (14 avril 2025) ce phylum contient trois classes publiées de manière valide :
- Armatimonadia Tamaki et al. 2011
- Chthonomonadia corrig. Lee et al. 2011
- Fimbriimonadia Im et al. 2012

### Candidatus
Selon la LPSN (14 avril 2025), deux classes candidatus ont été décrites mais leur nom est invalide car elles n'ont pas été publiées de manière conforme au Code International de Nomenclature Bactérienne : 
- « Ca. Heboniibacteriia » corrig. Carlton et al. 2023
- « Ca. Zipacnadia » Carlton et al. 2023